# Colle der Fomento
I Colle der Fomento sono un gruppo musicale hip hop italiano nato a Roma nel 1994.
Inizialmente il gruppo era formato dai rapper Danno, Masito e Piotta, componente fino al 1996, e dal disc jockey e produttore discografico Ice One, sostituito nel 1999 da DJ Baro.

## Storia del gruppo
Il nome iniziale della band è "Taverna Ottavo Colle" (nella cui formazione compariva anche Piotta), che esordisce nel 1994 con il singolo Sopra il colle che viene inserito nella raccolta Rap o rap pubblicata dalla Irma Records.
Nel 1996 il trio pubblica sempre per la Irma Records l'album di debutto Odio pieno, prodotto da Ice One. Il disco ottiene un buon riscontro sia di critica che di vendite, diventando un classico dell'hip hop italiano, tanto da essere ristampato nel 1997 dalla Virgin Music con l'aggiunta di due remix. Dopo l'album i Colle der Fomento diventano uno dei gruppi più importanti del panorama hip hop italiano, e collaborano con numerosi artisti, tra cui Kaos, La Pina e gli Otierre. Alcuni brani come Non ci sto, Quello che ti do e Solo Hardcore ottengono numerosi passaggi sulle radio nazionali.

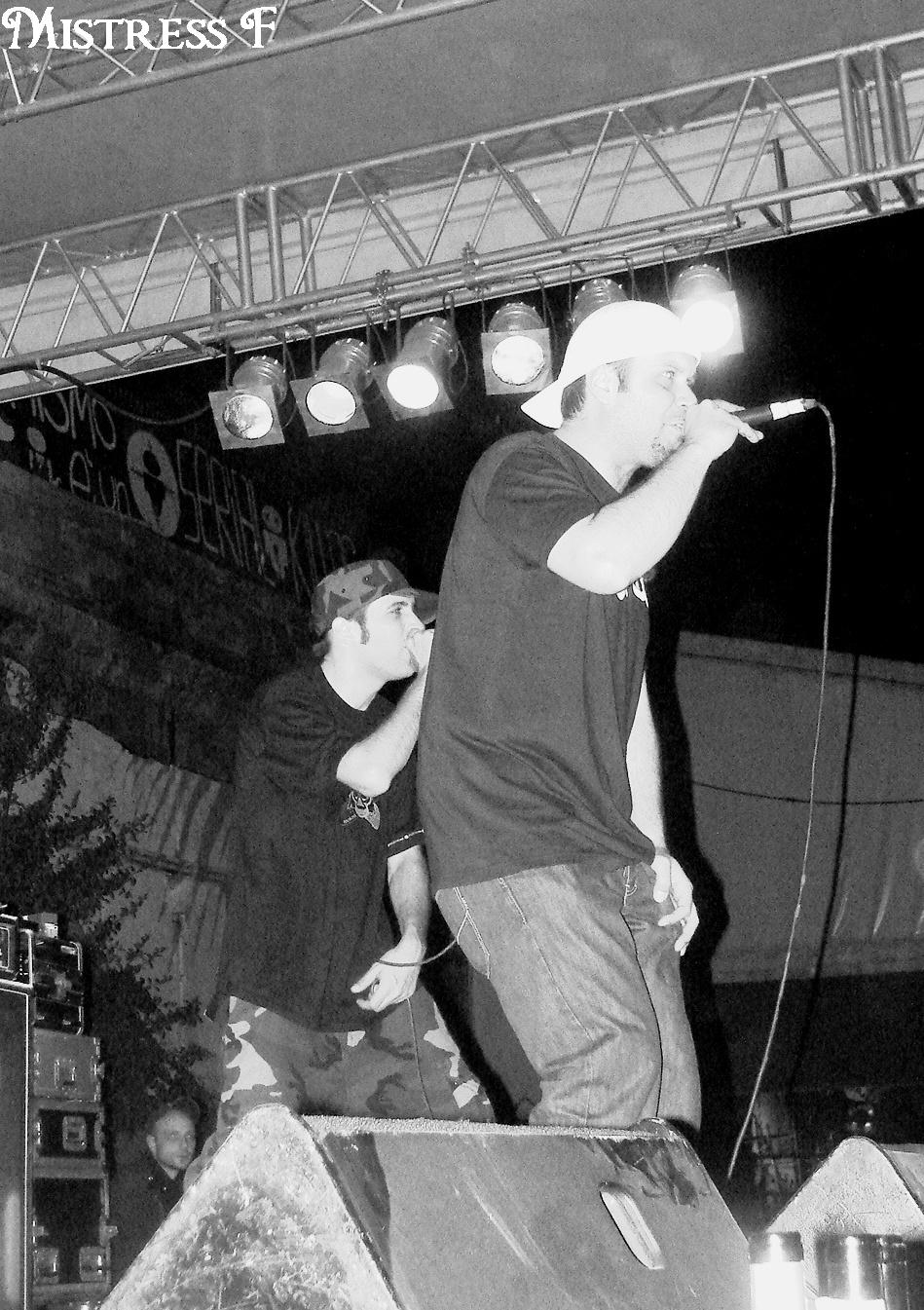
I Colle der Fomento in concerto nel 2007.

Nel 1997 il gruppo riceve una candidatura nella categoria "Miglior gruppo emergente" al Premio italiano della musica e suonano con i Fugees sul palco dell'Hip Hop Village, manifestazione di portata nazionale organizzata da Radio Deejay.
Nel 1999 pubblicano per la Virgin Records Scienza doppia H, che presenta testi più maturi e riflessivi rispetto al precedente. I videoclip estratti, Vita e Il cielo su Roma, ottengono numerosi passaggi sulle principali televisioni musicali italiane, All Music, MTV e Magic TV, grazie ai quali entra nella Top 50 italiana. In quello stesso anno Ice One esce dal gruppo, sostituito da DJ Baro, ed il gruppo si dedica esclusivamente agli spettacoli dal vivo in Italia ed in Europa, e a numerose collaborazioni. Nel periodo successivo appaiono con collaborazioni sugli album di Esa, Turi, Sparo Manero, DJ Shocca, DJ Double S, Primo & Squarta e Gente Guasta. Nel frattempo affiancano sul palco importanti esponenti della scena hip hop statunitense, quali De La Soul, Wu-Tang Clan, KRS-One, Redman.
Nel settembre del 2005 i Colle der Fomento ritornano con un loro progetto: si tratta di Più forte delle bombe, EP di quattro tracce autoprodotto. L'anno successivo, il gruppo viene invitato dal sindaco di Roma Walter Veltroni a suonare il brano Il cielo su Roma al Teatro Strehler di Milano all'interno dell'appuntamento Roma incontra Milano come rappresentante della cultura capitolina. Inoltre nello stesso periodo partecipano anche a delle manifestazioni hip hop come Redbull Up Roc 06 ed HipHop Motel, e hanno suonato anche in diversi Centri Sociali d'Italia.
L'album vero e proprio viene realizzato a fine 2006 e pubblicato nel febbraio del 2007, è un LP autoprodotto e curato dal trio in ogni dettaglio, dal titolo Anima e ghiaccio. Più forte delle bombe è presente nella colonna sonora del film del 2008 Jumper - Senza confini, diretto da Doug Liman ed interpretato da Hayden Christensen.
Il 21 giugno 2013 pubblicano il video del singolo Sergio Leone, estratto dal nuovo album in uscita prossimamente.
Ad undici anni di distanza dal precedente album Anima e ghiaccio, il 16 novembre 2018 è stato pubblicato l'album Adversus. Nei quattordici brani, Danno, Masito e DJ Baro hanno unito ai campionamenti anche musica suonata dal vivo, come quella di Roy Paci su Polvere.

## Formazione
Attuale
- Danno – voce (1994–presente)
- Masito Fresco – voce (1994–presente)
- DJ Baro – giradischi, campionatore (1999–presente)

Ex componenti
- Ice One – giradischi, campionatore (1994–1999)
- Piotta – voce (1994-1996)

Timeline

## Discografia

### Album in studio
- 1996 – Odio pieno
- 1999 – Scienza doppia H
- 2007 – Anima e ghiaccio
- 2018 – Adversus

### Extended play
- 1995 – Quello che ti do
- 1996 – Quello che ti do 12"
- 1996 – Solo Hardcore RMX 12"
- 2005 – Più forte delle bombe EP
- 2008 – Balla coi lupi 12"

### Singoli
- 2013 – Sergio Leone

### Video musicali
- 1998 – Vita
- 1999 – Il cielo su Roma
- 2013 – Sergio Leone
- 2018 – Storia di una lunga guerra/Eppure sono qui
- 2019 – Penso diverso
- 2020 – Noodles

### Collaborazioni
- 1997 – Colle der Fomento – Solo Hardcore Remix (da Torino Boys)
- 1998 – La Pina feat. Colle der Fomento, Esa – A testa alta (da Piovono angeli)
- 2000 – Gente Guasta feat. Colle der Fomento, 2 Buoni Motivi & Sparo – I solidi sospetti (da La grande truffa del rap)
- 2000 – Colle der Fomento – Notte cattiva (Inedito) (da Incompatibile – MC Giaime)
- 2002 – DJ Fester feat. Colle der Fomento – Un grosso vaffanculo (da Skills nelle mani)
- 2002 – Chef Ragoo feat. Colle der Fomento, Piotta – Easter Freester (da I Sommersi Salvati)
- 2002 – Esa feat. Colle der Fomento, 2 Buoni Motivi & Sparo – Le mille e una notte (da Tutti gli uomini del presidente)
- 2004 – DJ Fester feat. 2 Buoni Motivi & Colle der Fomento – Fuoco sulla folla (Non Plus Ultra) (da Skills nelle mani Vol. 2)
- 2006 – Mr. Phil feat. Colle der Fomento – Guerra agli umani (da Guerra fra poveri)
- 2007 – Kaos feat. Colle der Fomento – Firewire (da Karma)
- 2008 – DJ Gengis feat. Colle der Fomento – Balla coi lupi (da DJ Gengis Khan Mixtape Vol. 1)
- 2009 – Gente de Borgata feat. Colle der Fomento – Vox Populi Pt. 2 (da Terra Terra)
- 2013 – Barracruda feat. Colle der Fomento – Vattene Reload (da BARRECRUDE Mixtape Vol. 3)
- 2013 – DJ Gengis feat. Colle der Fomento – Sergio Leone (Remix) (da Rome sweet home)
- 2013 – Gente de Borgata feat Colle der Fomento – Tutto sbagliato (da Manifesto)
- 2015 – Kaos feat. Colle der Fomento – Drakaris (da Coup de Grâce)
- 2016 – La Batteria ft Colle der Fomento  – Persona non grata (da Fegatelli)
- 2017 – Mr. Phil feat. Colle der Fomento – Tabula rasa (da Kill Phill 2)